# Рабинович, Виктор Абрамович
Виктор Абрамович Рабинович (1933—2002) — советский и российский учёный в области теплотехники и технической термодинамики. Доктор технических наук (1970), профессор. Лауреат Государственной премии Российской Федерации (1996) и Премии Совета Министров СССР (1987).

## Биография
Племянник и соавтор доктора технических наук Д. И. Рабиновича. 
Окончил Одесский политехнический институт в 1957 году. Работал на кафедре термодинамики и общей теплотехники Одесского института инженеров морского флота. Диссертацию кандидата технических наук по теме «Исследование термодинамических свойств водорода и дейтерия» защитил под руководством Я. З. Казавчинского (1963). Диссертацию доктора технических наук по теме «Комплексное исследование теплофизических свойств аналогов гелия (Ne, Ar, Kr, Xe)» защитил в 1970 году. После переезда в Москву работал во Всесоюзном научно-исследовательском институте метрологической службы.
Основные научные труды в области экспериментальных и расчётно-теоретических методов исследования теплофизических свойств веществ. С 1997 года — главный редактор журнала «Промышленность России».
Урна с прахом захоронена в колумбарии Донского кладбища.

## Монографии
- А. А. Вассерман, Я. З. Казавчинский, В. А. Рабинович. Теплофизические свойства воздуха и его компонентов. М.: Наука, 1966. — 375 с.
- А. А. Вассерман, В. А. Рабинович. Теплофизические свойства жидкого воздуха и его компонентов. М.: Издательство стандартов, 1968. — 239 с.
- V. A. Rabinovich. Thermophysical Properties of Gases and Liquids. Jerusalem: Israel Program for Scientific Translations, 1970. — 214 p.
- A. A. Vasserman, V. A. Rabinovich. Thermophysical Properties of Liquid Air and its Components. Jerusalem: Israel Program for Scientific Translations, 1970. — 235 p.
- A. A. Vasserman, Ia. Z. Kazavchinskii, V. A. Rabinovich. Thermophysical Properties of Air and Air Components. Jerusalem: Israel Program for Scientific Translations, 1971. — 383 p.
- V. A. Rabinovich. Thermophysical Properties of Matter and Substances. Vol. 2. New Delhi: Amerind Publishing, 1974. — 383 p.
- V. A. Rabinovich. Thermophysical Properties of Matter and Substances. Vol. 3. New Delhi: Amerind Publishing, 1975 and 1983.
- V. A. Rabinovich. Thermophysical Properties of Matter and Substances. Vol. 4. New Delhi: Amerind Publishing, 1975. — 173 p.
- В. А. Рабинович, А. А. Вассерман, В. И. Недоступ, Л. С. Векслер. Теплофизические свойства неона, аргона, криптона и ксенона. М.: Издательство стандартов, 1976. — 636 с.
- V. A. Rabinovich, A. A. Vasserman, V. I. Nedostup, L. S. Veksler. Thermophysical Properties of Neon, Argon, Krypton, and Xenon. Springer, 1988. — 604 p.
- М. А. Анисимов, В. А. Рабинович, В. В. Сычёв. Термодинамика критического состояния индивидуальных веществ. М.: Энергоатомиздат, 1990. — 187 с.
- И. М. Абдулагатов, А. З. Гаджиев, В. А. Рабинович. Транспортные свойства жидкостей и газов вблизи критической точки. Махачкала: ДНЦ РАН, 1994. — 283 с.
- V. A. Rabinovich, V. G. Beketov. Moist gases. Thermodynamic properties. New York: Begell House, 1995. — 294 с.[5]
- M. A. Anisimov, V. A. Rabinovich, V. V. Sychev. Thermodynamics of the Critical State of Individual Substances. Boca Raton: CRC press, 1995. — 171 с.
- V. A. Rabinovich, I. M. Abdulagatov. Viscosity and Thermal Conductivity of Individual Substances in the Critical Region. New York — Wallingford: Begell house, 1996. — 208 с.
- V. A. Rabinovich, Yu. E. Sheludyak. Thermodynamics of Critical Phenomena: New Analysis of the Evaluation of Properties. New York: Begell House, 1998. — 162 с.
- I. M. Abdulagatov, V. A. Rabinovich, V. I. Dvoryanchikov. Thermodynamic Properties of Fluids and Fluid Mixtures. New York: Begell House, 1999. — 350 с.